# WHATS'On
WHATS'ON is een softwarepakket door het Belgische bedrijf MEDIAGENIX, bedoeld voor het plannen van televisie- en radio-uitzendingen.
Het softwarepakket was oorspronkelijk ontwikkeld voor de Vlaamse Televisie Maatschappij in 1992 als een planningssysteem voor lineaire televisie. In 1999 is het systeem uitgebreid met de mogelijkheid om radiozenders te plannen. In de meest recente versie (20) is het tevens mogelijk om video on demand, streaming video, podcasting en themakanalen te beheren.
Het planningssysteem wordt gebruikt door publieke zenders waaronder Vlaamse Radio- en Televisieomroeporganisatie, RTBF, Nederlandse Publieke Omroep, WDR, NRK, TG4, en door commerciële zenders zoals TV2 Denemarken, TVN en een aantal zenders van SBS Broadcasting, waaronder VT4, VijfTV en Kanal 5 (Denemarken).